# 朝天区
朝天区是中国四川省广元市所辖的一个市辖区。总面积1618平方公里，2002年人口21万人。

## 行政区划
朝天区下辖10个镇、2个乡：
朝天镇、大滩镇、羊木镇、曾家镇、中子镇、沙河镇、两河口镇、云雾山镇、水磨沟镇、李家镇、麻柳乡和临溪乡。

## 人口
根据四川省第七次全国人口普查公报显示：朝天区常住人口为126506人，男性人口占比50.44%，女性人口占比49.56%，年龄结构中0-14岁占比14.18%，15-59岁占比58.96%，60岁以上占比26.86%，65岁以上占比21.05%。

## 交通
- 京昆高速、 105国道过境。
- 西成高速铁路：朝天站

## 特产
曾家山甘蓝、朝天核桃、麻柳刺绣：中国地理标志产品。